# Tetraria secans
Tetraria secans är en halvgräsart som beskrevs av Charles Baron Clarke. Tetraria secans ingår i släktet Tetraria och familjen halvgräs. Inga underarter finns listade i Catalogue of Life.